# Segelfluggelände Bergheim

i7
i11
i13
Das Segelfluggelände Bergheim ist ein Segelfluggelände auf der Wiedenfelder Höhe, auf dem Gebiet der Stadt Bergheim in Nordrhein-Westfalen, westlich der Stadtteile Paffendorf und Glesch. Es handelt sich um einen reinen Segelflugplatz ohne Motorflug. Gestartet wird mit einer Seilwinde.

## Geschichte
Als im Jahre 1990 das Segelfluggelände Frechen geschlossen wurde, schlossen sich die ansässigen Vereine Segelfluggemeinschaft Erftstadt e. V. und Luftsportgruppe Frechen e. V., sowie die Segelflugabteilung der Jugend 07 Bergheim zum neuen Luftsportclub Erftland e. V. zusammen. Das Segelfluggelände Bergheim wurde am 5. November 1992 genehmigt. Nach etwa drei Jahren Bauzeit wurde das Segelfluggelände 1993 fertiggestellt.

## Betreiber
Der Flugbetrieb wird von dem Verein LSC Erftland e. V. organisiert.